# IC 5034
IC 5034 ist eine Spiralgalaxie vom Hubble-Typ Sbc im Sternbild Indianer am Südsternhimmel. Sie ist schätzungsweise 484 Millionen Lichtjahre von der Milchstraße entfernt und hat einen Durchmesser von etwa 215.000 Lj.

Im selben Himmelsareal befinden sich u. a. die Galaxien IC 5033, IC 5035, IC 5036, IC 5043.
Das Objekt wurde am 17. Mai 1904 von Royal Harwood Frost entdeckt.